# 大根島
大根島（だいこんじま、だいこんしま）は、島根県の東部の中海にある島の1つである。その大きさは、東西に3.3 km、南北に2.2 km程度である。隣の江島と同様に火山島である。これらの島は、いずれも松江市に属する。

## 地理・地学
大根島の海岸線の長さは約12.0 kmで、その面積は約5.15 km2である。島内の最高標高地点は、標高42 m程度の大塚山である。

### 地史
大根島は中期更新世の約19万年前に形成された小規模火山である。島の中心部に標高42.2 mの大塚山と呼ばれるスコリア丘が見られる。噴出した熔岩は、著しく粘性の低い玄武岩質の熔岩であったため、極めて勾配の緩やかな山体を成している。大塚山を除くと、大根島火山は標高25 m以下、傾斜3度以下である。なお、現在は島だが、噴火当時は氷期であったため海面が低く、陸地であった。この関係で、大根島の周囲には、経島・続島・渡島などの小さな島々も見られる。

### 熔岩洞
粘性の低い玄武岩質の熔岩による火山島として形成された関係で、島内には熔岩洞が残っている。
- 幽鬼洞（大根島の熔岩隧道） - 国指定の特別天然記念物である[4]
- 竜渓洞（大根島第二熔岩隧道） - 国指定の天然記念物である[5]

なお、幽鬼洞は1952年に、天然記念物から特別天然記念物に格上げされた。幽鬼洞は現在立ち入り禁止で、竜渓洞は事前に八束公民館への連絡が必要である。洞窟内にはイワタメクラチビゴミムシと言う大根島固有の生物が生息している。

## ヒトとの関係
かつては隣の江島と共に八束郡八束町の町域であったが、平成の大合併によって松江市八束町になった。2004年には、東隣の江島と鳥取側の境港市とが、全長1446 mの江島大橋で結ばれた。この江島や西の松江市街方向からは、道路を兼ねた堤防で結ばれている。中海では、より大規模な中海干拓事業が計画されていたものの、2002年に中止された。

### 農業
大根島は、2015年現在でもボタンの苗木栽培が盛んである。1年間に約200万本のボタンの苗木が出荷され、これは日本の生産量全体の8割以上を占めている。
ボタン栽培以前から大根島の農業の中心であったのは「雲州人参」の名で知られたオタネニンジンの栽培である。21世紀初頭において、収穫量では長野県、福島県に次いで、3番目が島根県（大根島）である。大根島でのオタネニンジン栽培は、江戸時代中期の宝暦年間に試作を行った事が起源とされ、松江藩の財政を潤したと言われている。しかし21世紀初頭において、大根島を含め、日本のオタネニンジン産地では、農家の高齢化に伴って、その栽培面積が急激に減少している。
大根島は透水性の良い岩石や地層が有るために、地下に「淡水レンズ」が存在し、地中には豊富な淡水が溜まっている。1939年7月に発生した山陰地方の大干ばつで、島根県下のほとんどの農作物が被害に遭ったものの、大根島で水不足は起こらなかった。なお、大根島南部の波入と呼ばれる地区の海岸では、溶岩の隙間から淡水の湧水が見られ、これは島根県の名水百選に指定されている。

## 島の名称

### 島名の由来
奈良時代に書かれた『出雲国風土記』には「杵築の御崎のたこを捕らえた大鷲が、この島に飛来したことにより「たこ島」と名付けられた」との言い伝えが紹介されている。たこから太根（たく）そして大根（たいこ）と変化して今に至ったと考えられている。
一方で、オタネニンジンを「大根」と呼び換えた結果が、島の名の由来という説も有る。

### 島名の読み
国土地理院の地図では松江市への合併前の八束町時代に「大根島（じま）」と登録された。
松江市教育委員会が発行している小学生用の副読本や日本離島センターが発行した書籍では「だいこんしま」と表記されている。松江市八束支所も「だいこんしま」としているという。
放送上では、NHK松江放送局が自治体に確認した上で「だいこんしま」を採用しているとし、2024年に島名の読みを取材した山陰中央テレビも松江市八束支所の見解に基づき「だいこんしま」を採用している。
施設名では、大根島郵便局が1914年の移転時から「だいこんじま」になっている。一方で島内の大根島醸造所は「だいこんしま」としている。
島根県によると道路標識等では「じま」とされていたが、2014年に観光庁から標識等の外国語表記を統一する指針が示された際に県道の名称が「大根島（しま）線」が濁らないことからローマ字表記を「shima（しま）」のほうに合わせたが、2024年12月現在一つだけが変更されず「jima（じま）」のまま残っているとしている。

## 観光スポット

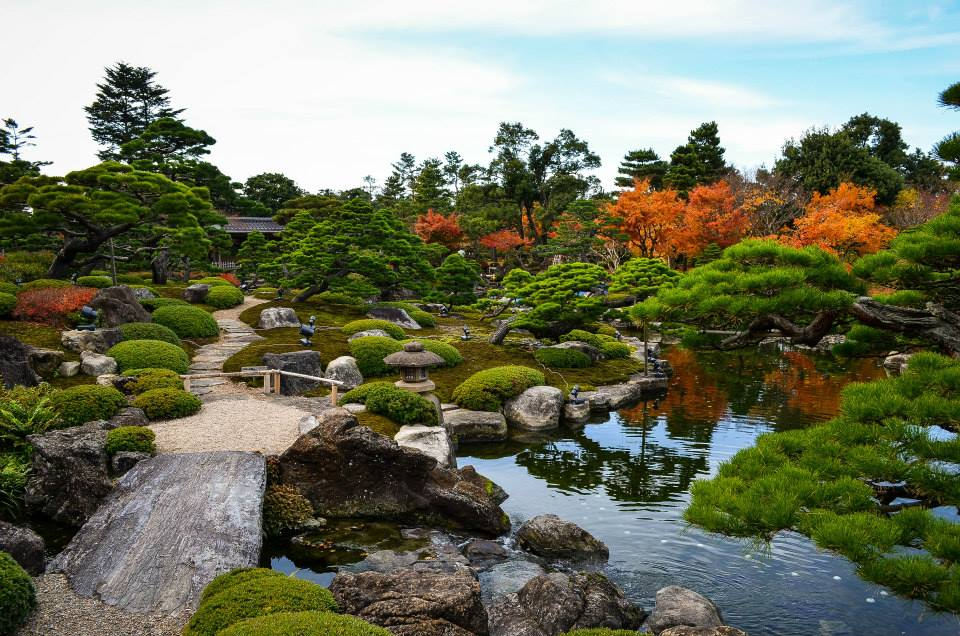
由志園の日本庭園

- 由志園（日本庭園）
- グリーンステラ（植物園）
- 中国牡丹園
- 熔岩洞（上記参照）